# 野風の笛
『野風の笛』（のかぜのふえ）は、宝塚歌劇団のミュージカル作品。花組公演。
形式名は「慶長グランド・ロマン」。18場。
原作は隆慶一郎の『捨て童子・松平忠輝』（講談社文庫全3巻）。脚本・演出は谷正純。併演作品は『レヴュー誕生』。
本作以前に、隆慶一郎（本名の池田一朗名義）の原案・脚本による長編テレビ時代劇『野風の笛 鬼の剣 松平忠輝・天下を斬る!』（1987年、日本テレビ・ユニオン映画）が、松平健主演で制作・放送されている。

## 公演期間と公演場所
- 2003年5月23日 - 7月7日（新人公演：6月17日）　宝塚大劇場[1]
- 2003年8月8日 - 9月14日（新人公演：8月19日）　東京宝塚劇場[2]

## スタッフ
※氏名の後ろに「宝塚」「東京」の文字がなければ両劇場共通。
- 作曲・編曲：吉崎憲治
- 編曲：前田繁実、脇田稔
- 音楽指揮：佐々田愛一郎（宝塚）、伊澤一郎（東京）
- 振付：西﨑真由美、山村若
- 殺陣：菅原俊夫
- 装置：新宮有紀
- 衣装：任田幾英
- 照明：勝柴次朗
- 音響：加門清邦
- 小道具：伊集院撤也
- 効果：大貫剛
- 演技指導：村田富久
- 演出助手：大野拓史、児玉明子
- 振付補：西﨑峰
- 衣装補：河底美由紀
- 舞台進行：表原渉（宝塚）、赤坂英雄（東京）
- 舞台美術製作：株式会社宝塚舞台
- 演奏：宝塚歌劇オーケストラ（宝塚）
- 演奏コーディネート：新音楽協会（東京）
- 制作：北野靖
- 演出担当（新人公演）：児玉明子

## 主な配役
※「（）」の文字は新人公演。
- 松平上総介忠輝 - 轟悠（愛音羽麗）[1][2]
- 花井主水正義雄 - 春野寿美礼（華形ひかる）[1][2]
- 五郎八姫 - ふづき美世（遠野あすか）[1][2]
- 柳生宗矩 - 瀬奈じゅん（未涼亜希）[1][2]
- 豊臣秀頼 - 彩吹真央（望月理世）[1][2]
- 伊達政宗 - 立ともみ（嶺輝あやと）[1][2]
- 徳川家康 - 汝鳥伶（桐生園加）[1][2]
- 花井三九郎 - 未沙のえる（紫万新）[1][2]
- 徳川秀忠 - 夏美よう（貴怜良）[1][2]

## テレビドラマ
『野風の笛　鬼の剣　松平忠輝天下を斬る!』のタイトルで、1987年7月1日、日本テレビ系列で放映された。
キャスト
- 松平忠輝：松平健（少年期：嶋英二）
- おせん:石田えり
- 甲斐の飛助（伊賀忍者）：笑福亭鶴瓶
- 五郎八姫：岡田奈々
- 徳川秀忠：大出俊
- 徳川家光：堤大二郎
- 伊達政宗：中丸忠雄
- 徳川家康：高品格
- 高井道伯（蘭方医）：花沢徳衛
- 豊臣秀頼：薬丸裕英（少年期：中村彰良）
- 柳生宗矩：御木本伸介
- 千姫：高木美保
- 淀君：三浦真弓
- 花井左京亮：篠塚勝
- 花井主水正：加賀邦男
- 長谷蔵人：内田稔
- 本多正信：井上昭文
- お茶阿の方：八木昌子
- 山乃井の方：田中綾子

スタッフ
- 原作・脚本：池田一朗（隆慶一郎）
- 監督：齋藤武市
- 音楽：菊池俊輔
- ナレーター：鈴木瑞穂
- 助監督：金鐘守
- 技斗：三好郁夫
- 現像：IMAGICA
- プロデューサー：須永元、中尾孝道、今井正夫、小野寺輝
- 企画：野崎元晴、梅谷茂
- 制作協力：東映太秦映像
- 製作著作：ユニオン映画